# Jacek Jarco
Jacek Adam Jarco (ur. 24 sierpnia 1975 w Żywcu) – polski samorządowiec i przedsiębiorca, od 2024 przewodniczący Sejmiku Województwa Śląskiego.

## Życiorys
Pochodzi z Wieprza. Zawodowo zajął się prowadzeniem przedsiębiorstwa z branży budowlanej. Został także członkiem zarządu Spółki Wodno-Ściekowej Wieprz, zasiadał w zarządzie Krajowego Forum Spółek Wodnych.
W 2006, 2014 i 2018 wybierany do rady powiatu żywieckiego z ramienia lokalnego komitetu. W 2021 zaangażował się w działalność Polski 2050. Bez powodzenia kandydował do Sejmu w 2023. W 2024 po raz pierwszy wybrany do Sejmiku Województwa Śląskiego, 6 maja tegoż roku objął funkcję jego przewodniczącego.
Od 1998 żonaty z Aleksandrą, ma dwóch synów.